# Phaeoblemma undina
Phaeoblemma undina là một loài bướm đêm trong họ Noctuidae.